# イニ (第3中間期のファラオ)
イニ（Ini、在位：紀元前755? ‐ 750年頃）は古代エジプト第3中間期のファラオ。しばしば第23王朝の王の一人に数えられる。即位名はメンケペルラー、資料によっては第13王朝時代の同名の王と区別してインイとも表記される
。

## 概要
おそらくルドアメンの後継者としてテーベを治めたが、それまで上エジプトの大部分を支配下に置いていた第23王朝の王たちとは異なり、テーベの周辺地域のみを支配した地方政権の王だった。したがって研究者によっては第23王朝に含めず、独立した別の勢力の王として扱っている場合もある。
イニの他にも当時の上エジプトにはヘラクレオポリス侯のペフチャウアバステトやヘルモポリス侯のニムロト等、ファラオを名乗る多数の諸侯が割拠しており、その内の何名かはルドアメンの死後に第23王朝から領土を引き継いだ後継者だったと考えられている。しかし、具体的にどのような繋がりがあったのかは不明瞭なため、彼らの内どこまでを同じ第23王朝の範疇に含めるかは研究者によって基準や見解が異なっている。
。
エジプトで混沌とした情勢が続く一方で、南方のヌビアでは第25王朝が台頭し、やがてピアンキ王の代に上エジプトに侵出してきた。ピアンキはさらにエジプト全土の平定を大義名分に北上を続け、治世21年目(紀元前750年頃)に第24王朝のテフナクト1世が率いる下エジプトの諸王の連合を破り、ヌビアの宗主権を認めさせた。
この偉業を記念してゲベル・バルカルに建立された『勝利の石碑』には、ピアンキの前にひれ伏し、臣従の意を示す諸王の姿が描かれているものの、その中にイニの名前は無い
。
そのためイニは他の王たちに先だってピアンキの治世20年目以前のいずれかの時点でヌビアに降伏していたと思われる。但し、ピアンキは降伏した他の王の所領を安堵し、継続して統治させているため、イニもヌビアの家臣として権力を保持した事が考えられる。